# Miecz katowski

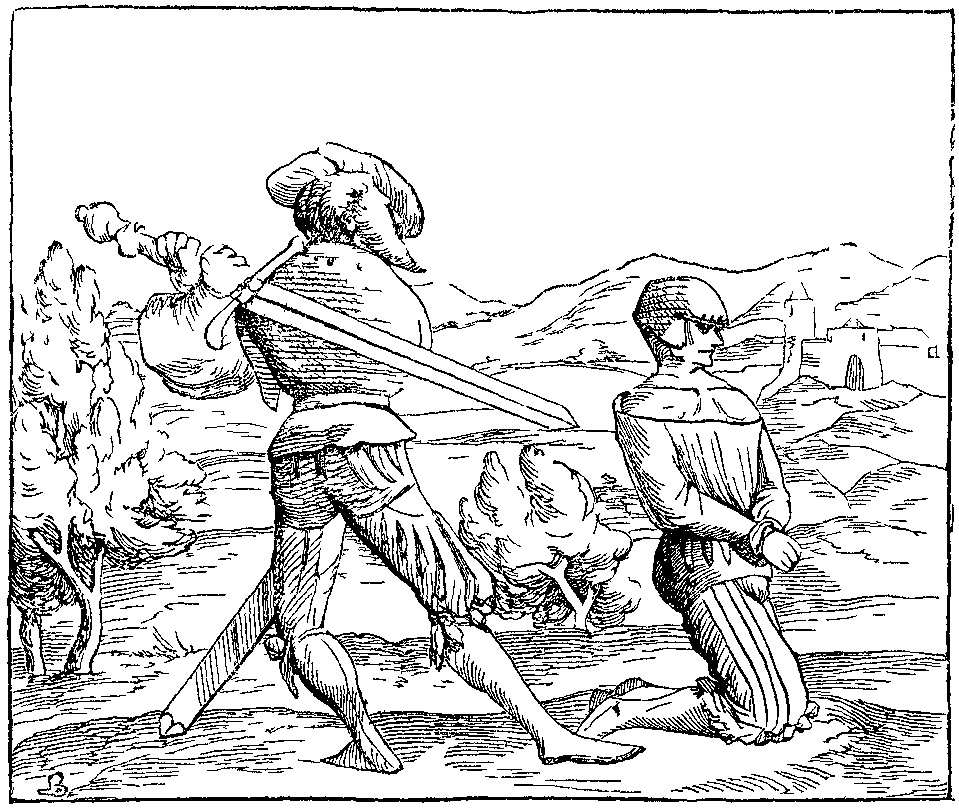
Egzekucja mieczem

Miecz katowski – miecz służący do wykonywania kary śmierci przez ścięcie.

## Europejski miecz katowski
Europejski miecz katowski uważano raczej za narzędzie niż za broń, a jego budowa była w pełni dostosowana do specyficznej funkcji, do której był przeznaczony. Jego ostateczna forma narodziła się z początkiem XVI wieku (o czym zaświadczają także źródła ikonograficzne) wraz z profesjonalizacją zawodu kata i przetrwała zasadniczo nie zmieniona do końca używania tych mieczy, czyli do wieku XVIII (najwięcej zachowanych egzemplarzy datuje się na okres między latami 50. XVII wieku a 50. XVIII wieku), zachowując wiele cech mieczy późnośredniowiecznych, z których się wywodziła.

### Budowa
Typowe europejskie miecze katowskie miały 97–110 cm długości, a długość obusiecznej głowni wahała się od 80 do 90 cm. Od mieczy bojowych różniły się znacząco większą szerokością (4–7 cm) i to na całej często długości: miecze takie nie zwężają się w kierunku sztychu, którego nie posiadają – na ogół zakończone są tępo, prosto lub półkoliście, jako że nigdy nie wykorzystywano ich do kłucia. Zbrocze, jeśli występowało, było zazwyczaj krótkie. Powodowało to, że masa miecza katowskiego jest zazwyczaj większa (1,1–2,2 kg, najczęściej pomiędzy 1,5 a 1,8 kg) niż odpowiadającego mu długością miecza bojowego (zazwyczaj nie więcej niż 1,3–1,5 kg), pomimo że głownia była na ogół cieńsza w przekroju. Takie proporcje głowni powodowały, że punkt ciężkości miecza katowskiego wypadał około 1/3 od końca głowni, podczas gdy miecze przeznaczone do walki miały punkt ciężkości bliżej rękojeści.
Głowice mieczy katowskich były zazwyczaj nieduże i niezbyt ozdobne, w postaci kulistej lub tulipanowej, często mosiężne. Rękojeść, długości od 17 do 22 cm stanowiła około 1/5 całości i przeznaczona była do chwytu oburącz. Okładziny na ogół drewniane, czasem oplatane drutem; jelce proste, bardzo rzadko uzupełniane dodatkowymi elementami osłaniającymi dłoń.

### Wygląd
Miecze były zazwyczaj proste i funkcjonalne, zdarzają się wszakże bogato zdobione, wysokiej jakości egzemplarze. Do najczęstszych zdobień należały inskrypcje o treści religijnej, odwołującej się do sprawiedliwości, lub związanej z właścicielem miecza (na przykład miasta, lub sądu); podobny charakter mają też herby umieszczane na głowniach. Wśród innych dekoracji zdarzają się symbole wymierzania sprawiedliwości (narzędzia tortur, egzekucji czy całe sceny wykonywania wyroków); motywy chrześcijańskie, jak krzyż, dzieciątko czy święci (na przykład Jerzy), a także postacie starotestamentowe, jak Judyta z głową Holofernesa, a także znaki wytwórców na przykład z Pasawy czy Solingen. Wiele mieczy ma na końcu głowni 2–4 niewielkie otwory, o niejasnej funkcji (sugerowano między innymi odprowadzanie krwi, zaczep do wieszania miecza lub symbolizm religijny).

### Egzekucja mieczem
Prawidłowe przeprowadzenie egzekucji mieczem wymagało znacznych umiejętności i stanowiło tak zwaną „próbę mistrzowską” – potwierdzenie umiejętności mistrza cechowego. Kat winien był oddzielić głowę jednym czystym cięciem, nie uszkadzając innych części ciała (źle wymierzony cios mógł łatwo trafić w ramię). Nierzadko mało doświadczony lub mało wprawny kat potrzebował kilku cięć. Zdanie egzaminu potwierdzano specjalnym dokumentem. Miecz mógł być własnością kata, ale często należał do miasta lub sądu; dokumenty poświadczają, że niektóre miasta posiadały kilkanaście mieczy (na przykład w 1567 Poznań miał 12 mieczy, a w 1626 – 15).

## Galeria
Broń katowska o zbliżonej funkcji i budowie występuje w różnych kulturach świata:

Europejskie miecze z Solingen, XVII wiek
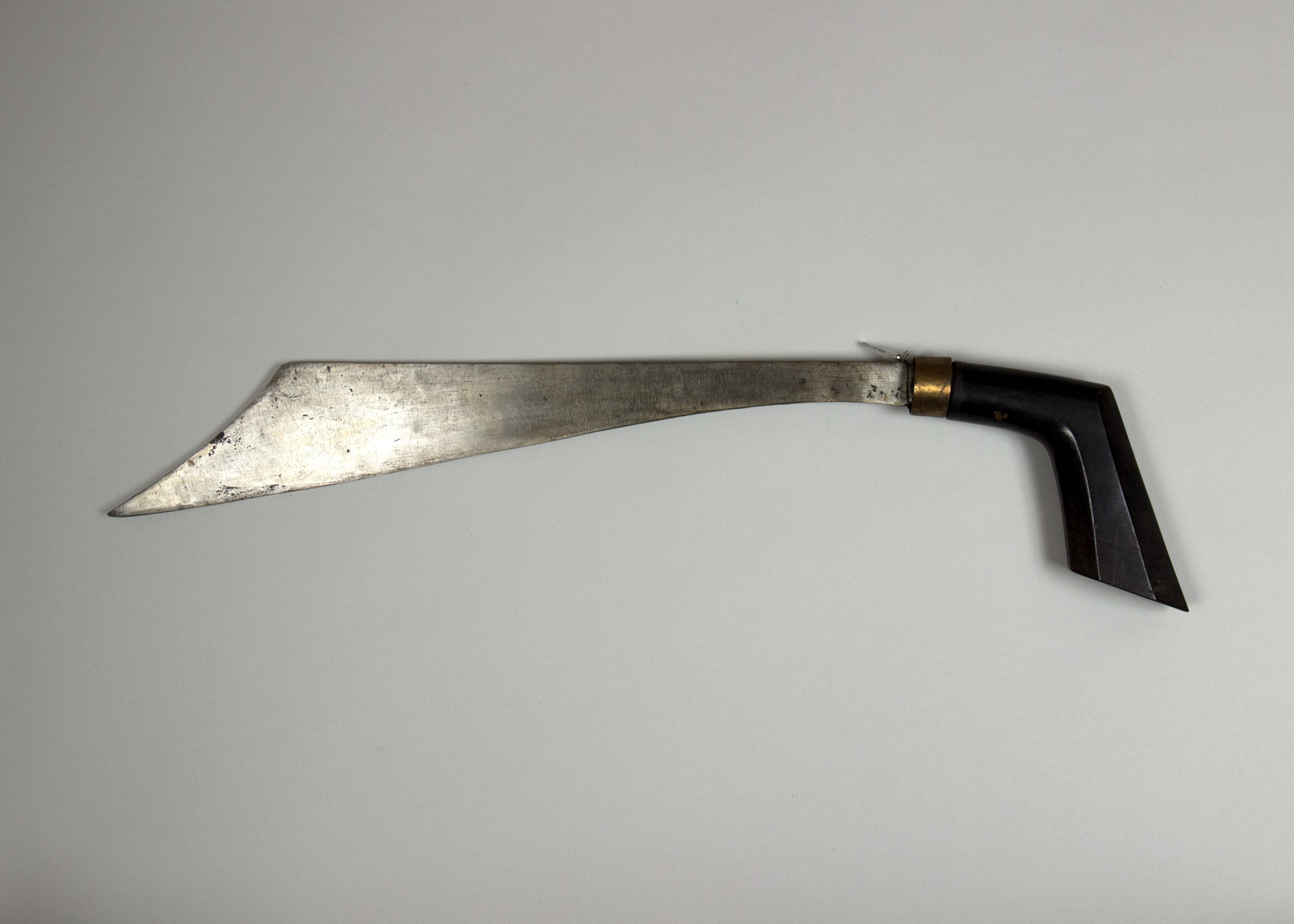
Indonezyjski miecz katowski typu klewang
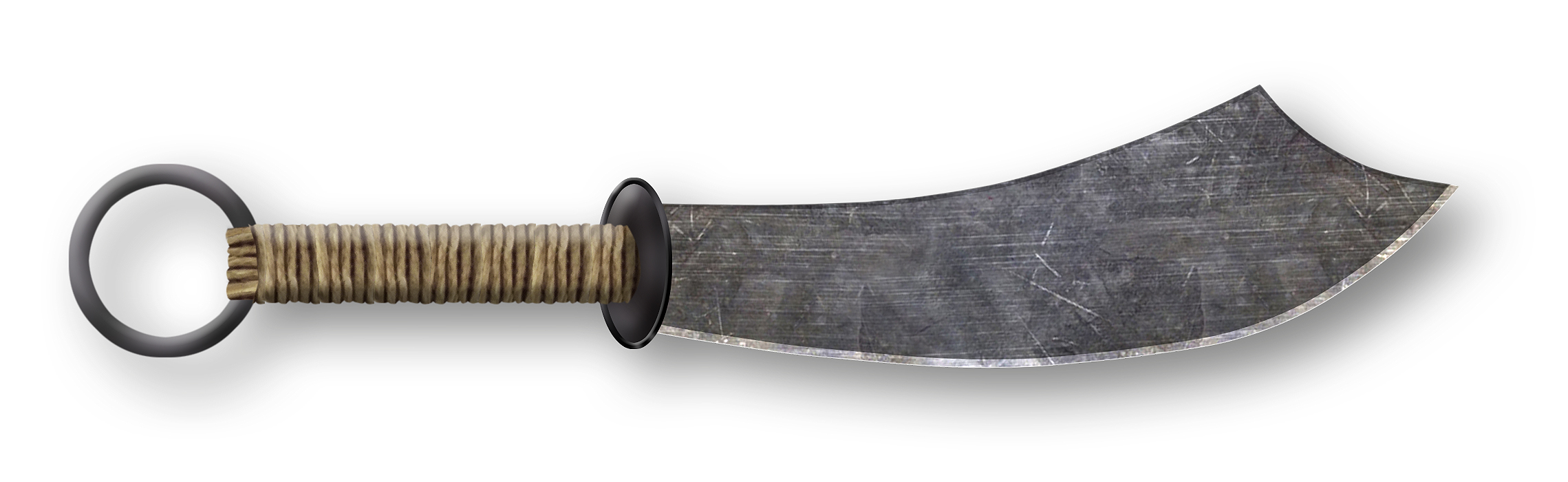
Chiński miecz katowski typu dao
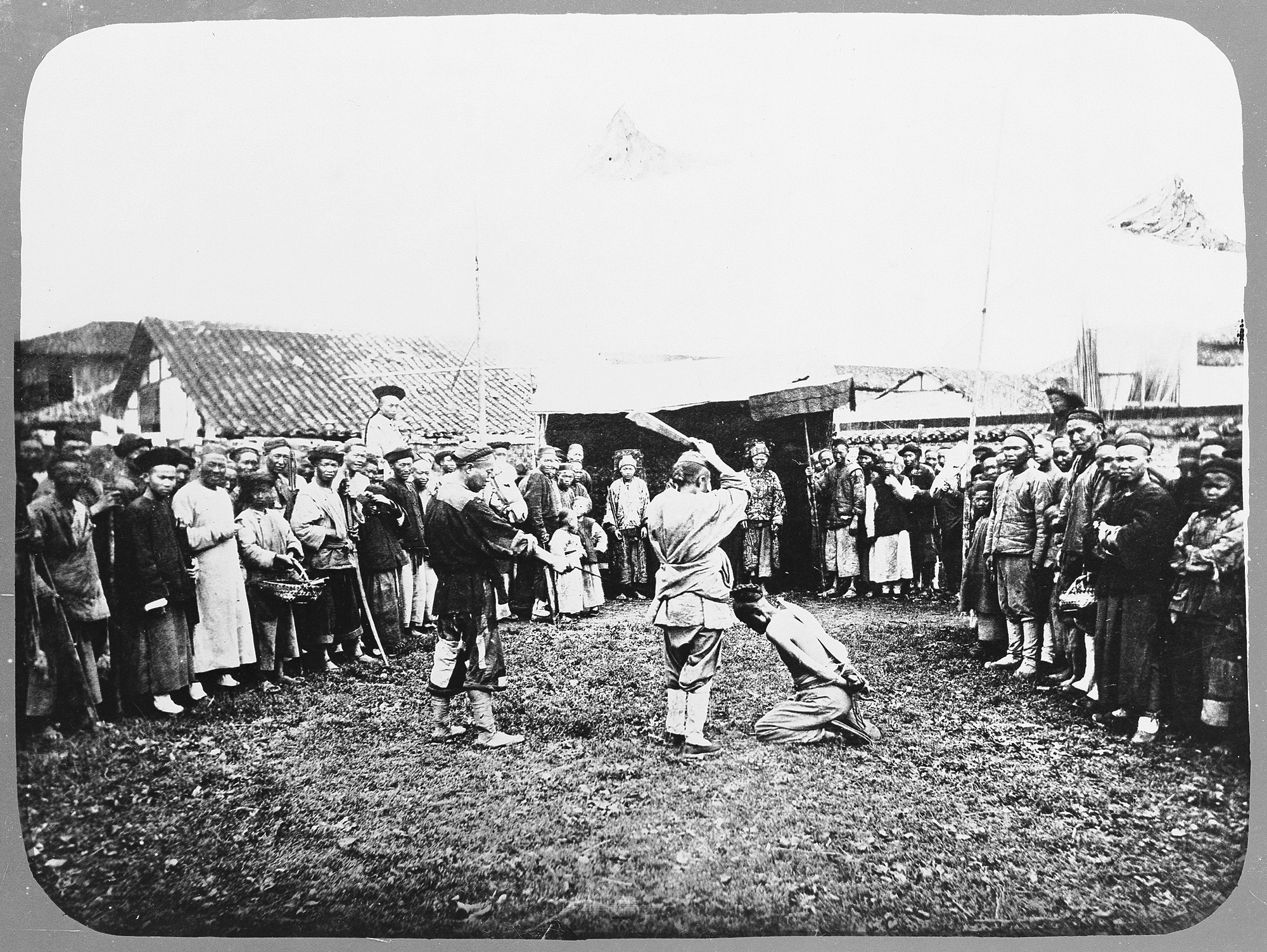
Ścięcie szerokim mieczem typu chińskiego
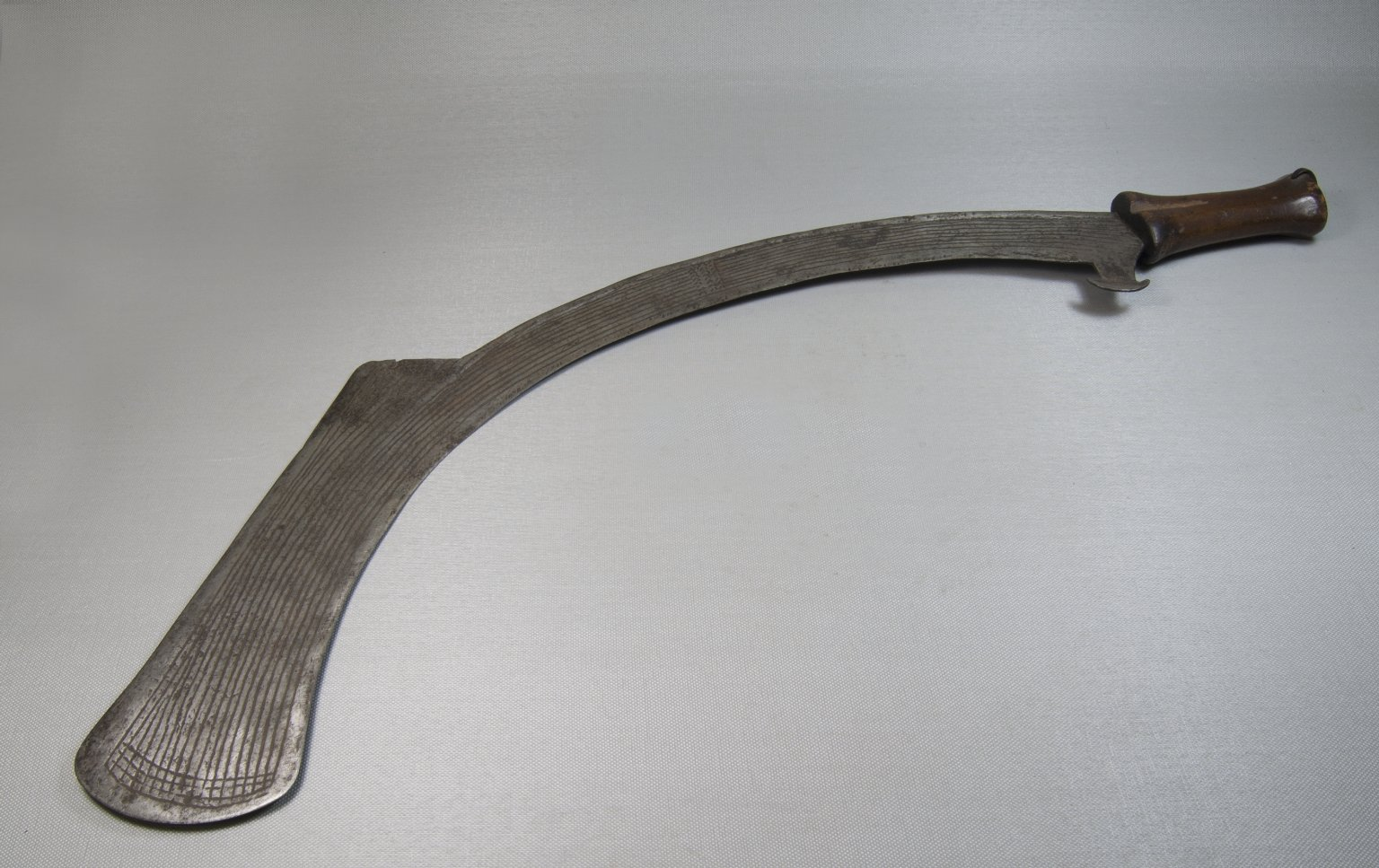
Miecz katowski kultury Ngbandi
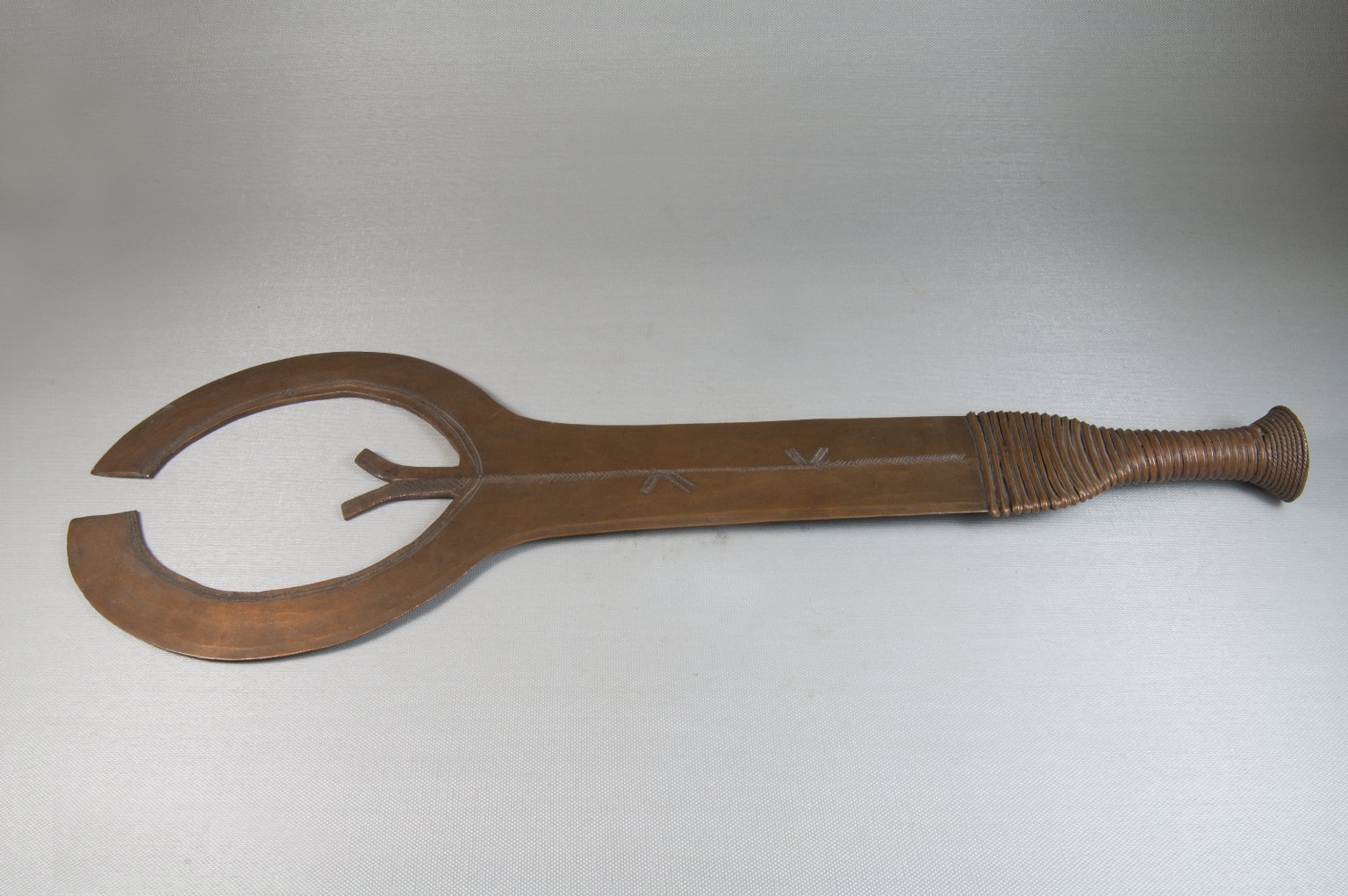
Miecz katowski kultury Ngbaka

## W kulturze
Znanym mieczem katowskim jest Terminus est, miecz głównego bohatera tetralogii Gene’a Wolfe’a Księga Nowego Słońca.